# Тайм-аут
Тайм-аут (англ. time-out) — коротка (зазвичай однохвилинна) перерва в спортивному змаганні, метою якої є відновлення сил, піднесення командного духу, нарада та вироблення стратегії гри.
Тривалість та кількість тайм-аутів регламентується правилами змагань. У залежності від виду спорту, тайм-аути можуть брати тренери, команди або гравці. При телевізійній трансляції, правила деяких змагань передбачають рекламні тайм-аути.

## Тайм-аут у різних видах спорту

### Футзал
За правилами гри, команда у кожному таймі може взяти по одному тайм-ауту тривалістю 60 секунд. Тайм-аут може взяти команда, яка володіє м'ячем. Для цього гравець чи тренер повинен принести на суддівський стіл картку «ТАЙМ-АУТ», після чого хронометрист дає серену або свисток при першій зупинці гри (коли м'ячем повинна знову ж володіти команда, яка просить тайм-аут). Компенсувати тайм-аут в другому чи додатковому таймі, якщо він не був використаний в першому, не можна.

### Теніс
В тенісі існує два види тайм-аутів:
- медичний
- туалетний

Якщо матч складається з трьох сетів, то чоловікам дозволяється один туалетний тайм-аут. Якщо ж це п'ятисетовий матч, то передбачається два. Час паузи не регламентується.
Жінкам та юніорам за гру дозволяється два туалетні тайм-аути. Перерви не можуть тривати понад п'ять хвилин.
Медичний тайм-аут гравці можуть брати в будь-який момент гри. Надання медичної допомоги не може тривати понад три хвилини. Лікарю дозволено проводити всі види процедур (зазвичай «заморозка»), окрім ін'єкцій.

### Баскетбол
Тайм-аут може взяти лише тренер або його помічник. У кожної команди є два тайм-аути під час першої половини гри, три під час другої половини та один тайм-аут під час кожного додаткового періоду. Невикористані тайм-аути не можна переносити на наступну половину гри чи на додатковий період.
Тривалість тайм-аутів ФІБА відрізняється від тривалості тайм-аутів в матчах NCAA і НБА.
В матчах NCAA, які не транслюються по телебаченню, кожній команді надано чотири тайм-аути по 75 секунд і два по 30 секунд в основний час гри. В матчах, які показують по телебаченню, кожна команда має один однохвилинний тайм-аут і три по 30 секунд.
За правилами НБА, команди мають по одному двадцятисекундному тайм-ауті на половину зустрічі та шість однохвилинних протягом цілої гри. Під час двадцятисекундного тайм-ауту можна замінити лише одного гравця, а під час однохвилинного - кількість необмежена.

### Хокей із шайбою
Згідно з правилами Міжнародної хокейної федерації, під час матчу право на 30-секундний тайм-аут мають обидві команди, а за правилами НХЛ, перерву може взяти лише одна команда. 

### Волейбол
Міжнародна федерація волейболу передбачає два 30-секундних тайм-аути для кожної команди за партію. У світових і офіційних змаганнях також є два додаткових 60-секундних технічних тайм-аути в кожній партії, якщо провідна команда досягає 8-го і 16-го очка.

### Водне поло
Кожна команда має право на два 60-секундних тайм-аути в основний час і на один додатковий тайм-аут в додатковий час. Тайм-аут можна взяти тільки тоді, коли команда володіє м'ячем.

### Гандбол
У гандболі дозволяється один 60-секундний тайм-аут за один тайм для кожної команди. Тайм-аути беруться головним тренером шляхом передачі спеціальної зеленої картки суддям матчу, і можуть бути взяті тільки тоді, коли команда володіє м'ячем.